# 333089 Dean
333089 Dean è un asteroide della fascia principale. Scoperto nel 2006, presenta un'orbita caratterizzata da un semiasse maggiore pari a 2,298513 UA e da un'eccentricità di 0,157768, inclinata di 5,045311° rispetto all'eclittica.